# 呉克中
呉 克中（朝鮮語: 오극중）は、高麗の文官であり、朝鮮氏族の平海呉氏の始祖である。
新羅智証王時代に中国から新羅に渡来した呉瞻の24代子孫で中書門下省参知政事を務めた呉賢輔の子孫である。
呉克中は高麗代に門下侍中を務め、同知枢密院事を追贈された。
呉克中の息子の呉宗仁は銀青光禄大夫、知門下省事を務め、呉克中の孫の呉璥は、李氏朝鮮時代に上護軍、吏部尚書を務めた。